# Dosso del Liro
Dosso del Liro es una localidad italiana de la provincia de Como, región de Lombardía,  localizada a 80 kilómetros al norte de Milán y sobre 40 kilómetros al nordeste de Como, en la frontera con Suiza. Su población es de 297 habitantes (31 de diciembre de 2004) y tiene una superficie de 23,2 km².

## Evolución demográfica
| Gráfica de evolución demográfica de Dosso del Liro entre 1861 y 2001 |
|                                                                      |
| Fuente ISTAT - elaboración gráfica de Wikipedia                      |